# Paperino e il diavolo
Paperino e il diavolo (Donald's Better Self) è un film del 1938 diretto da Jack King. È un cortometraggio animato della serie Donald Duck, prodotto dalla Walt Disney Productions e uscito negli Stati Uniti l'11 marzo 1938, distribuito dalla RKO Radio Pictures.

## Trama
Paperino sta dormendo profondamente nel suo letto, ma la sveglia suona, così la sua coscienza (sotto forma di un papero in abiti da angelo) cerca di farlo alzare, in modo da non arrivare tardi a scuola. La coscienza si allontana temporaneamente: l'anti-coscienza (sotto forma di un papero in abiti da diavolo) convince Paperino a rimanere a letto. Quando l'anti-coscienza se ne va, la coscienza riesce a convincere Paperino ad andare a scuola. 
I due si incamminano verso la scuola, ma, quando Paperino rimane indietro, gli appare l'anti-coscienza, che lo convince a saltare la scuola e andare a pescare. Mentre pescano, l'anti-coscienza spinge Paperino a fumare la pipa, il che lo porta a star male. Nel frattempo, la coscienza si mette a cercare Paperino, trovandolo sofferente. Nonostante non voglia combattere, l'anti-coscienza la inganna deliberatamente, e così la coscienza è costretta a combattere contro la sua controparte, finendo per ucciderla. Così Paperino e la coscienza si riconciliano, e insieme vanno a scuola.

## Distribuzione

### Edizioni home video

#### DVD
Il cortometraggio è incluso nel DVD Walt Disney Treasures: Semplicemente Paperino - Vol. 1.